# Doris acerico
Doris acerico is een slakkensoort uit de familie van de Dorididae. De wetenschappelijke naam van de soort werd voor het eerst geldig gepubliceerd in 2017 door Ortea en Espinosa.